# Vegyész RC Kazincbarcika

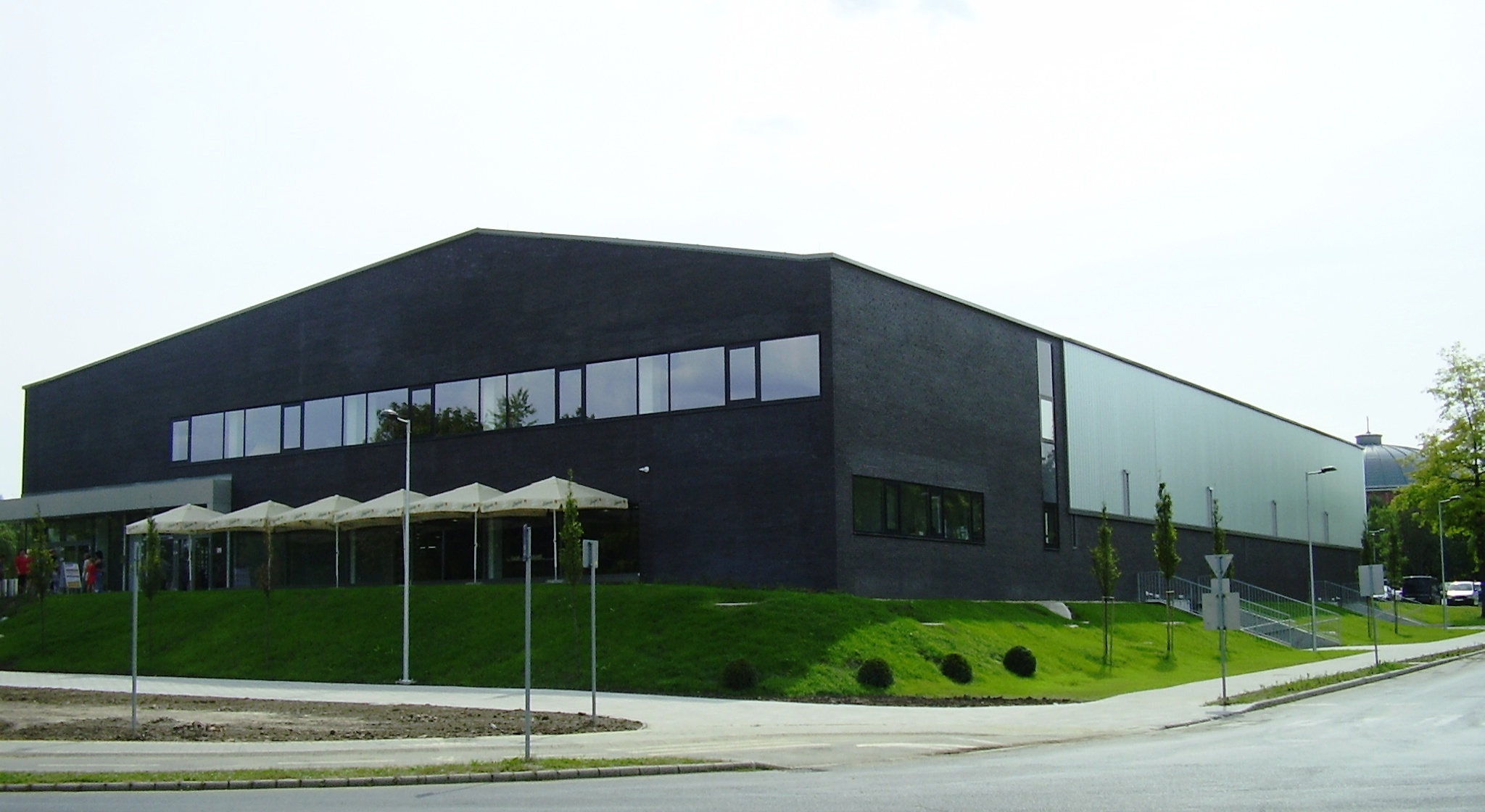
Don Bosco Sportközpont

Vegyész RC Kazincbarcika – węgierski męski klub siatkarski z Kazincbarciki założony w 1969 roku. Obecnie występuje w Extralidze.

## Rozgrywki krajowe
- Mistrzostwo Węgier:
  -  2003, 2004, 2006, 2018, 2019
  -  2002, 2005, 2007, 2016
  -  2012, 2015, 2017

## Rozgrywki międzynarodowe
| Sezon     | Rozgrywki        | Osiągnięcie         |
| --------- | ---------------- | ------------------- |
| 2002/2003 | Puchar CEV       | faza kwalifikacyjna |
| 2005/2006 | Puchar Top Teams | faza grupowa        |
| 2006/2007 | Puchar Top Teams | 1/8 finału          |

## Kadra w sezonie 2010/2011
- Pierwszy trener:  András Dudás

| Nr | Imię i nazwisko | Data ur. | Wzrost | Pozycja      |
| -- | --------------- | -------- | ------ | ------------ |
| 1  | Tamás Dudás     | 1987     | 189    | przyjmujący  |
| 2  | László Lehóczky | 1983     | 189    | rozgrywający |
| 3  | Péter Juhász    | 1988     | 198    | środkowy     |
| 4  | Ádám Orosz      | 1991     | 197    | środkowy     |
| 5  | Ádám Gulyás     | 1989     | 200    | środkowy     |
| 6  | János Csizmadia | 1989     | 203    | atakujący    |
| 7  | Balázs Szántai  | 1984     | 189    | libero       |
| 8  | Zoltán Mészáros | 1987     | 188    | atakujący    |
| 9  | Gergő Lehóczky  | 1990     | 189    | rozgrywający |
| 10 | Gergely Kiss    | 1990     | 188    | przyjmujący  |
| 11 | Péter Germuska  | 1990     | 189    | przyjmujący  |
| 14 | Zoltán Kovács   | 1983     | 198    | przyjmujący  |
| 17 | Gábor Cziczó    | 1986     | 208    | środkowy     |